# Tom Tugendhat
Thomas Georg John Tugendhat, MBE VR (Westminster, 1973. június 27. –) brit politikus. A Konzervatív Párt tagja, 2022 szeptembere óta a biztonságért felelős államminiszter. Korábban 2017 és 2022 között a külügyi bizottság elnökeként tevékenykedett. Tugendhat 2015 óta Tonbridge és Malling választókerület képviselője.
2022 júliusában Tugendhat Boris Johnson miniszterelnök lemondását követően indult a Konzervatív Párt vezetőválasztásán, de a szavazás harmadik fordulójában kiesett. Vereségét követően Liz Truss jelöltségét támogatta. Truss miniszterelnöki székbe kerülése után annak kabinetjében államminiszteri posztot kapott, amit a Sunak-kormányban is betölt.

## Fordítás
Ez a szócikk részben vagy egészben  a   Tom Tugendhat című angol Wikipédia-szócikk ezen változatának fordításán alapul.  Az eredeti cikk szerkesztőit annak laptörténete sorolja fel. Ez a jelzés csupán a megfogalmazás eredetét és a szerzői jogokat jelzi, nem szolgál a cikkben szereplő információk forrásmegjelöléseként.